# GetYourGuide
GetYourGuide è una società informatica tedesca operante nel settore turistico con sede a Berlino. Gestisce un mercato online e un motore di prenotazione Internet accessibile tramite il sito web e un'app per terminali mobili.

## Descrizione
GetYourGuide funge da piattaforma online per le società di incontro fra domanda e offerta turistica, nella quale imprese terze possono inserire e promuovere i propri prodotti o servizi, anche con il proprio marchio.
Il sito consente agli utenti di organizzare il proprio viaggio prenotando biglietti di viaggio ed eventi all'interno di un catalogo che include tour ed escursioni, attività come lezioni di cucina e numerose attrazioni turistiche. Al 2014, offriva più di 40.000 prodotti in destinazioni in tutto il mondo. Nel 2024, GetYourGuide collaborava con oltre 20mila tour operator in tutto il mondo.
I clienti possono prenotare questi prodotti direttamente sul sito web, tramite un'app per sistemi iOS e Android o nei punti vendita della rete distributiva.

## Storia

### 2007
L'idea di GetYourGuide fu concepita nel 2007 dai co-fondatori Johannes Reck e Tao Tao. Durante un viaggio a Pechino per una conferenza studentesca con l'ETH Model United Nations di Zurigo, si accorsero della difficoltà di orientamento dei turisti in una città straniera e decisero di sviluppare un piano aziendale per una piattaforma Internet peer-to-peer che mettesse in contatto i turisti con le guide amatoriali. Successivamente, il servizio fu ampliato e perfezionato per diventare una piattaforma di prenotazione via Internet, mediante la quale i viaggiatori potevano prenotare tour e attività professionali nelle principali città del mondo.
La società fu inizialmente finanziata dai genitori e dai parenti dei fondatori. Via via che la dimensione aziendale cresceva, si incontravano serie difficoltà nella raccolta di capitali, in parte perché l'idea era innovativa, le informazioni sulla dimensione e la complessità del segmento di mercato erano scarse e non esistevano modelli di business o casi di successo di altre imprese nello stesso ambito. Mentre l'idea di business non trovò favore presso numerosi investitori europei, gli investitori americani ne erano invece attratti, poiché rappresentava quella che sentivano essere una buona idea commerciale, in un mercato nuovo e ancora privo di concorrenti.
GetYourGuide non opera direttamente nel mercato online con propri pacchetti turistici, ma funge da intermediario fra utenti e operatori turistici o culturali. Il servizio è gratuito per i clienti, ma il fornitore del tour deve pagare GetYourGuide una percentuale delle sue entrate. I clienti possono esprimere la propria valutazione in merito alla qualità dei fornitori di servizi turistici. Inoltre, GetYourGuide rimuove dal suo inventario i fornitori che ottengono costantemente recensioni negative.

### 2013
A gennaio del 2013, GetYourGuide annunciò di aver finalmente ottenuto 14 milioni di dollari di finanziamenti da venture capital (con il massimo rating) per sviluppare le sue app mobili. A ottobre dello stesso anno, lanciò l'app per iOS e Android, che era capace di raccogliere informazioni inerenti più di 23.000 tour e attività in 2.200 destinazioni globali, presentandole inizialmente come una serie di miniature. L'app era anche in grado di rilevare la posizione dell'utente per fornire suggerimenti di viaggio.
Ad aprile, GetYourGuide acquisì la concorrente Gidsy, che aveva anche sviluppato app mobili, assorbendo il suo team di 12 sviluppatori di Gidsy, che contribuirono a completare lo sviluppo dell'interfaccia per terminali mobili.

### 2017
GetYourGuide inizialmente aveva sede a Zurigo, come spin-off di ETH. La nuova società trasferì la propria sede nel 2012 a Berlino, dove gli uffici erano più confortevoli e facilmente disponibili. La capitale tedesca era anche uno dei punti focali del nascente ecosistema delle startup europee. A Zurigo era rimasto attiva una sede secondaria, principalmente per i team di ingegneria.
Più di recente, GetYourGuide ampliò le sue attività di ingegneria a Zurigo, sostenuta dalla rete di talenti di ETH e dalla presenza di Google, che nella città svizzera dà lavoro a più di 2000 persone. Ad ottobre del 2017, GetYourGuide aprì a Zurigo un ufficio tecnico rinnovato.
A novembre, annunciò un nuovo finanziamento da 75 milioni di dollari (in serie D) raccolti per finanziare l'espansione in Asia e nelle Americhe e, poco tempo dopo, ha introdotto la versione multilingue del catalogo globale in spagnolo, cinese tradizionale, giapponese, russo e messicano, arrivando a supportare 18 lingue. All'inizio dell'anno, furono aperti uffici regionali a Hong Kong e Bangkok.

### 2018
Ad agosto del 2018, GetYourGuide iniziò a vendere pacchetti turistici con il proprio marchio. La società ha effettuò un'analisi delle preferenze espresse dai clienti negli oltre 15 milioni di pacchetti venduti nel corso di dieci anni di attività, sviluppando criteri standardizzati per ottimizzare l'organizzazione dei viaggi. È stato introdotto un marchio di qualità interno che permette agli operatori di essere qualificati come tour GetYourGuide, se accettano di rispettare alcune buone pratiche relative ai punti di incontro, alle procedure di check-in, agli orari di inizio, durata e altri fattori. Gli operatori tour GetYourGuide ottenevano in cambio un maggior numero di clienti.
Udi Nir è stato assunto da GetYourGuide a luglio come CTO, dopo aver ricoperto incarichi di VP Engineering e CTO rispettivamente nei siti web di acquisti di Instacart e ModCloth.
Il mese successivo, GetYourGuide superò per la prima volta la soglia di un milione di prenotazioni al mese. A settembre, raggiunse i 20 milioni di biglietti prenotati, dalla data di lancio della sua attuale piattaforma nel 2009. 
GYG comunicò che Sharon McCollam, ex direttore finanziario del rivenditore di elettronica di consumo Best Buy, era stato nominato membro del consiglio di amministrazione.

### 2019
Ad aprile del 2019, GetYourGuide raccolse investimenti per 484 milioni di euro da SoftBank, portando il suo valore di mercato al di sopra del miliardo di euro.

## Perimetro
Le due maggiori operazioni industriali di GetYourGuide furono l'acquisizione di Gidsy il 26 aprile 2013 e di iGottaGuide, a luglio dello stesso anno.
Le principali operazioni finanziarie furono il venture capital da 14 milioni di dollari a gennaio del 2013 (round A), un ulteriore finanziamento da 75 milioni (round D) a novembre del 2017, la ricapitalizzazione da 484 milioni da parte di Softbank ad aprile del 2019, per un ammontare di 573 milioni rispetto a un valore di mercato, che al 2019 è stato stimato superiore al miliardo.

## Convenzioni
GetYourGuide ha in attivo convenzioni e tariffe agevolate con decine di compagnie aeree, hotel, reti di trasporto ed editori online, attraverso le quali i dipendenti, i propri clienti e quelli di tali aziende possono accedere direttamente al suo inventario globale di tour e attività:
- passati: AirBerlin[18], TUI[19][20], TripAdvisor[21];
- attivi: easyJet[22], KLM[23], Interrail[24], Leonardo Hotels.[25]

## Sedi

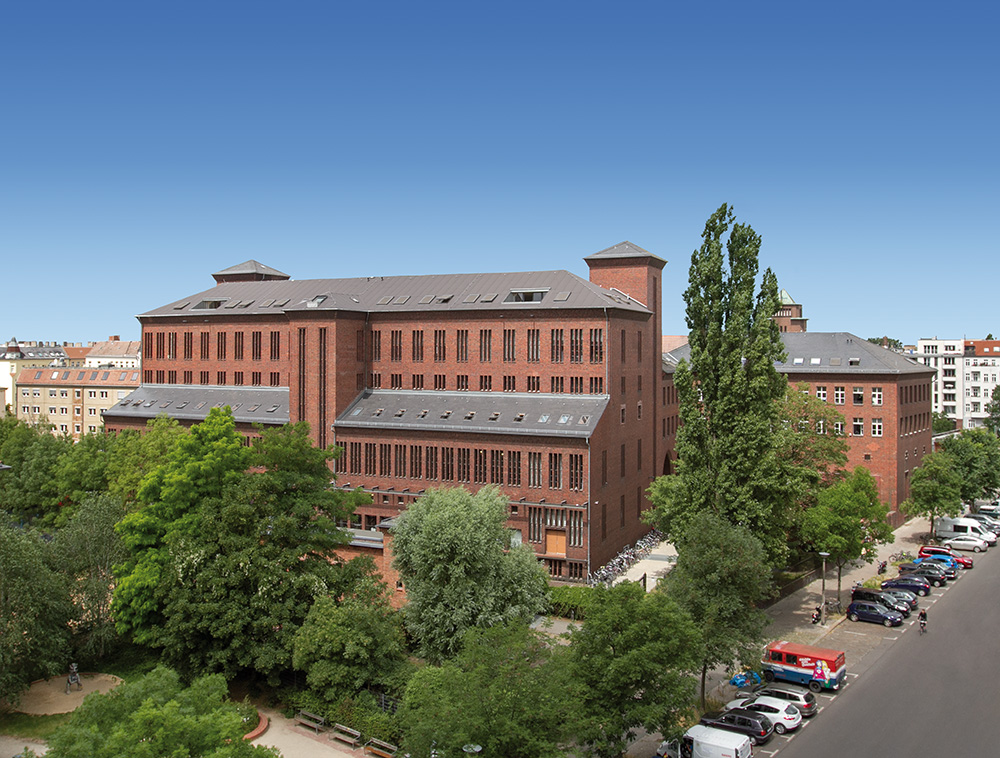
Il quartier generale di GetYourGuide a Berlino dal 2019

GetYourGuide mantiene la sede centrale a Berlino e gli uffici tecnici a Zurigo. Altri 14 uffici vendite sono mantenuti a: Sydney, Vienna, Parigi, Hong Kong, Roma, Dubai, San Francisco, New York, Bangkok, Città del Capo, Barcellona, Londra, Rio de Janeiro e Tokyo.
Dal 2012, la sede centrale di GetYourGuide è situata nell'ex fabbrica di scarpe Goldpunkt, nel quartiere berlinese di Prenzlauer Berg. Sono in corso i piani per un trasferimento degli uffici entro il 2019 in una ex sottostazione elettrica, risalente agli anni '20, ubicata nello stesso quartiere. L'ufficio rinnovato offrirà 11.700 m2 di superficie, in grado di ospitare un organico di 800 persone.